# 赤松神社 (美波町)
赤松神社（あかまつじんじゃ）は、徳島県美波町にある神社である。

## 歴史
創建年は不詳。1639年（寛永16年）と1660年（万治3年）の棟札が現存する。1912年（明治45年）に旧赤松村内の23社を合祀し、赤松神社と改称した。
1998年（平成10年）10月に江戸時代から伝わる吹筒花火が旧日和佐町の無形文化財に指定され、赤松煙火保存会を中心に保存継承に努めている。

## 赤松神社奉納吹筒花火
美波町の赤松地区に古くから伝わる手作り花火「吹筒花火」が毎年10月に行われる。花火は赤松吹筒煙火保存会によって一本ずつ製作されたものであり、吹筒から吹き出される火の粉の美しさを競う。
また翌年の豊作や家内安全を祈願し、地元の青年団たちが吹き上がる火の粉の下を駆け回る。

## 祭神
- 誉田別命
- 玉依姫命
- 大山祇命

## 交通
- JR牟岐線「日和佐駅」より車で約15分。
- 日和佐駅前より徳島バス南部日和佐線 川口営業所行きに乗車し「阿地屋」下車、徒歩2分。